# Dźwierznia
Dźwierznia – wieś w Polsce położona w województwie warmińsko-mazurskim, w powiecie działdowskim, w gminie Iłowo-Osada. 
Została założona w I poł. XV w. W 1820 roku składała się z 11 gospodarstw zamieszkanych przez 58 osób. W połowie XIX stulecia określana jako wieś szlachecka należąca do dóbr białuckich, zamieszkana przez 136 osób (z tego aż 122 katolików, reszta ewangelicy), posługujących się językami polskim i niemieckim. W 1861 roku wieś liczyła ponad 700 mórg ziemi, 17 zagród chłopskich i blisko 150 mieszkańców, wciąż w większości katolików, ale jeśli chodzi o język mieszkańców dokumenty wymieniają tylko polski.
W Słowniku geograficznym Królestwa Polskiego z 1881 roku występuje jako "Dżwierzna, wś, pow. niborski, st. poczt. Iłowo".
Obecnie siedziba jednego z sołectw gminy Iłowo-Osada, w powiecie działdowskim, w województwie warmińsko-mazurskim.
W latach 1975–1998 miejscowość administracyjnie należała do województwa ciechanowskiego.